# Raúl Párraga
Raúl Alejandro Párraga (Lima, 16 settembre 1946) è un ex calciatore peruviano, di ruolo centrocampista.

## Carriera

### Club
Ha giocato nella massima serie del campionato peruviano con Defensor Lima, Universitario de Deportes e Colegio Nacional.

### Nazionale
Con la Nazionale peruviana ha giocato 5 partite nel 1975, vincendo la Copa América 1975.